# Vua Kalin
Vua Kalin, hay Galin, Kain, Vua Kalin Kalinovich (tiếng Nga: Калин-царь/Галин/Каин/Калин царь Калинович), là một nhân vật phản diện trong kho tàng sử thi các dân tộc Đông Slav.

## Thân thế
Nhân vật vua Kalin hường được hình dung với các hình tượng xấu xa: con chó, tên trộm, kẻ chết tiệt. Y vốn là thủ lĩnh một tộc người Tatar. Kalin cầm quân bao vây thành Kiev của 40 vị vua, và gửi tối hậu thư buộc Hoàng tử Vladimir phải đầu hàng vô điều kiện. Nhưng rồi anh hùng Ilya xứ Murom đã đánh bại quân Tatar, giải phóng kinh thành Kiev.

## Chi tiết thú vị
Từ kalin có nguồn gốc từ nhóm ngôn ngữ Turk, có nghĩa là lão béo (толстяк).